# Cultura de la cerámica gris pintada

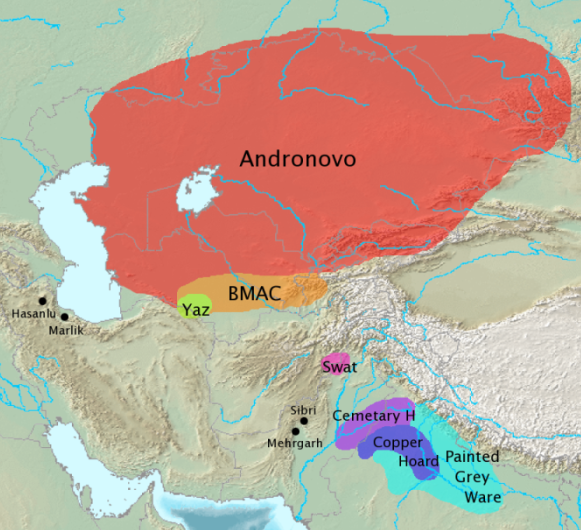
Estas culturas arqueológicas estuvieron relacionadas con la migración indoirania desde el norte (según la Enciclopedia de cultura indoeuropea):
- el complejo arqueológico Bactria-Margiana (BMAC)
- la cultura andrónovo
- la cultura yaz
Culturas candidatas a haber estado relacionadas con la migración de los indoarios:
- la cultura del río Swat o cultura de las tumbas de Gandhara (Swat),
- la cultura del Cementerio H (Cemetary H),
- la cultura de los depósitos de cobre (Copper Hoard) y
- la cultura de la cerámica gris pintada (Painted Grey Ware).

La cultura de la cerámica gris pintada (en inglés PGW: Painted Grey Ware culture) es una cultura de la Edad de Hierro de la llanura gangética, que se extendió aproximadamente desde el 1300 al 300 a. C.
Fue contemporánea y sucesora de la cultura de la cerámica negra y roja.
Probablemente se corresponde con el período védico.
Fue sucedida por la cultura de la cerámica pulida negra norteña desde el 500 a. C.
En los años cincuenta, el estudioso hinduista B. B. Lal asociaba las ciudades de Jastinapur, Mathura, Ajichatra, Kampilia, Barnawa y Kurukshetra con el período informado en el texto épico Majabhárata (compuesto en el siglo III a. C.).[cita requerida]
Además apuntaba que el Majabhárata mencionaba una inundación en Jastinapur, y él habría encontrado escombros producidos por una inundación.[cita requerida]
Sin embargo, B. B. Lal consideraba sus teorías como provisorias, y basadas en un cuerpo de evidencia demasiado limitado (en la India no había mucho interés por la arqueología). Más tarde él revisó y reconsideró sus declaraciones acerca de la naturaleza de esta cultura (Kenneth Kennedy, 1995). Recientemente B. B. Lal confirmó en la Conferencia Internacional sobre el Majabhárata 2012, auspiciada por la Draupadi Trust, que los sitios de la cerámica gris pintada podrían corresponder a la época «antigua» mencionada en el Majabhárata, cuya fecha podría ser aproximadamente el 900 a. C.
El estilo de la cerámica de esta cultura es diferente de la cerámica de la meseta iraní y Afganistán (Bryant 2001). En algunos sitios la cerámica gris pintada y la cerámica de Jarapa son contemporáneos.
El arqueólogo Jim Shaffer (1984: 84-85) ha notado que «en la actualidad, el registro arqueológico no indica ninguna discontinuidad entre la cultura de la cerámica gris pintada y las culturas indígenas protohistóricas».
De acuerdo con el arqueólogo indio D. K. Chakrabarti (1968) y otros estudiosos, los orígenes de los patrones de subsistencia de estas poblaciones (por ejemplo, el uso del arroz) y sus demás características provienen de la India oriental e incluso del sureste asiático.